# 倉谷町 (金沢市)
倉谷町（くらたにまち）は、石川県金沢市の地名。郵便番号は920-0000。

## 概要
金沢市南部に位置し白山市、富山県南砺市と接している。一部が医王山県立自然公園に指定されている。

## 地理

### 山岳
- 大門山
- 高三郎山
- 成ヶ峰

### 河川
- 倉谷川
- 二又川

## 歴史
- 1889年（明治22年）4月1日 - 周辺24か村との合併による犀川村発足により犀川村字倉谷となる。
- 1954年（昭和29年）7月1日 - 内川村、額村、安原村、湯涌谷村とともに金沢市への編入により金沢市倉谷町となる。
- 1963年（昭和38年）9月17日 - 閉町式が行われる[3]。

## 小・中学校の学区
廃町ではあるが市立小・中学校に通う場合、学区は以下の通りとなる。
| 番   | 小学校             | 中学校             |
| ---- | ------------------ | ------------------ |
| 全域 | 金沢市立犀川小学校 | 金沢市立犀生中学校 |

## 周辺
- 犀滝
- 犀川ダム
- 倉谷鉱山